# Ryōtarō Nakano
Ryōtarō Nakano (中野 遼太郎?, Nakano Ryōtarō; Koganei, 13 giugno 1988) è un ex calciatore giapponese, di ruolo centrocampista.

## Carriera
Ha giocato nella massima serie dei campionati lettone e thailandese.